# Argo (sonde spatiale)
Pour les articles homonymes, voir Argo.

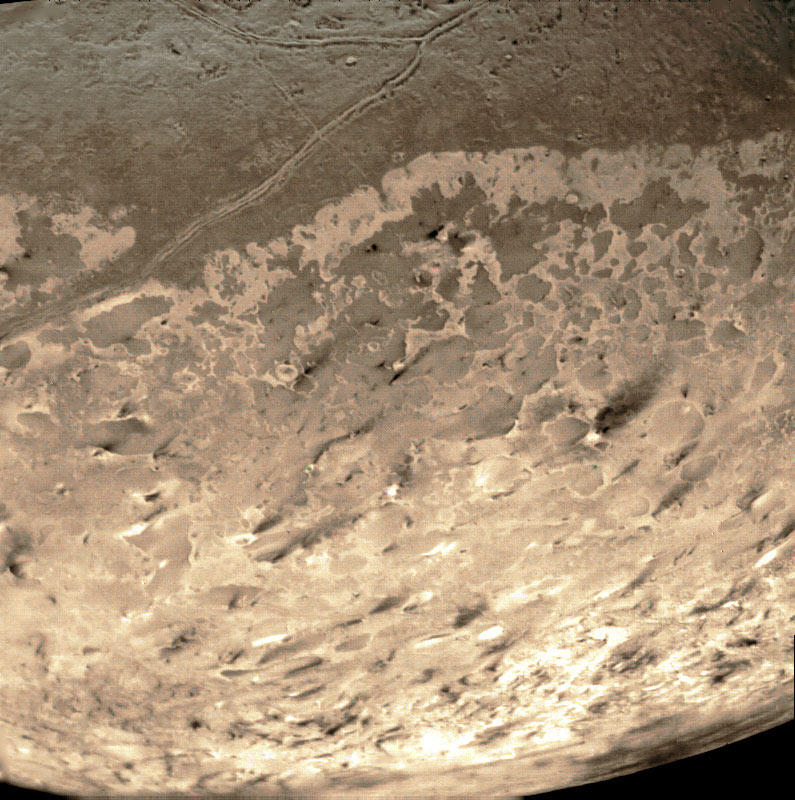
Le pôle sud de Triton, pris en photo par Voyager 2 en 1989.

Argo est un projet de sonde spatiale proposé en 2009 par la NASA afin d'étudier les planètes du Système solaire externe et au-delà,,.
La mission comprend des survols de Jupiter, Saturne, Neptune et d'un objet de la ceinture de Kuiper. L'accent est surtout mis sur Neptune et sa plus grande lune Triton car ce survol permettrait de répondre à certaines des questions générées lors du survol de Voyager 2 en 1989 et fournirait des indices sur la formation et l'évolution des planètes planètes géantes de glaces.

## Mission
La mission Argo était destinée à concourir au programme New Frontiers 4 (soit un coût d'environ 650 millions de dollars). L'une des raisons pour lesquelles Argo n'a pas été officiellement proposée est la pénurie de plutonium-238 pour le générateur thermoélectrique à radioisotope (RTG) requis pour l'alimenter.
Il a été noté que bien qu'elle offrait une mission à destination de Neptune au prix du budget de New Frontiers, ce serait un uniquement un survol, limitant le temps passé à Neptune et Triton par rapport à un orbiteur. Cependant, l'avantage serait d'accéder à une grande variété d'objets de la ceinture de Kuiper en utilisant une assistance gravitationnelle sur Neptune, ce qui permettrait à un large éventail d'objets d'être potentiellement ciblés.